# Acleris delicatana
Acleris delicatana (лат.) — вид бабочек из семейства листовёрток. Распространён в Амурской и Сахалинской областях, на юге Хабаровского и юге Приморского краёв, на южных Курильских островах (Кунашир), в Бурятии, Японии (Хоккайдо, Хонсю, Кюсю, Сикоку), на Корейском полуострове и в северо-восточном Китае. Обитают в дубравах, березняках, нарушенных чернопихтовых-широколиственных и других смешанных и широколиственных лесах, в парках и дендрариях. Гусеницы многоядные; развиваются внутри сигаровидных трубок, которые образованы завёртыванием края листьев на лещине (лещина разнолистная, лещина маньчжурская), берёзе (берёза плосколистная, берёза граболистная), грабе (граб сердцелистный, граб японский) и других берёзовых деревьях. Бабочек можно наблюдать с июля по начало сентября. Размах крыльев 16—19 мм.